# KYOSUKE HIMURO TOUR 2007"IN THE MOOD"
『KYOSUKE HIMURO TOUR 2007"IN THE MOOD"』（キョウスケ・ヒムロ・ツアー・ツーサウザンドセブン・イン・ザ・ムード）は、日本のミュージシャンである氷室京介の16作目のライブ・ビデオ。2008年6月11日にDVD2枚組で発売。

## 解説
- 氷室京介が2007年に行ったライブ・ツアー「TOUR 2007 ~IN THE MOOD~」から、2007年7月8日のさいたまスーパーアリーナでのライブ映像が収録されている[2][3]。

## 収録曲

### DISC 1
1. In The Nude ～Even not in the mood～
2. SWEET REVOLUTION
3. Weekend Shuffle
4. Bitch As Witch
5. Wild Romance
6. Harvest
7. 永遠 〜Eternity〜
8. EASY LOVE
9. LOVER'S DAY
10. CALLING
11. Memories Of Blue
12. STRANGER
13. Ignition
14. Miss Murder
15. Claudia
16. Say something
17. NATIVE STRANGER
18. WILD AT NIGHT

### DISC 2
1. MOON
2. LOVE ＆ GAME
3. SUMMER GAME
4. ANGEL 2003
5. B・E・L・I・E・V・E
6. ONLY YOU

## 参加ミュージシャン
- 氷室京介 - ボーカル
- チャーリー・パクソン - ドラムス
- 西山史晃 - ベース
- DAITA - ギター
- 本田毅 - ギター
- 大島俊一 - キーボード、サックス